# Rudi Falkenhagen
Rudolf Johan Falkenhagen (Diemen, 26 mei 1933 – Breukelen, 26 januari 2005) was een Nederlands acteur.

## Loopbaan
Rudi Falkenhagen werd geboren als zoon van de hoefsmid Friedrich Falkenhagen (1885-1944). Toen hij elf was overleed zijn vader. Tom Manders schakelde hem enkele jaren later in als leerling-toneeldecorateur. In 1953 hielp hij mee bij het opbouwen van Manders' cabaret Saint Germain des Près en vervolgens trad hij er ook op, in het zogeheten 'borstelnummer'. Na een ruzie monsterde Falkenhagen als twintigjarige aan bij de Holland-Amerika Lijn, maar het theater bleef trekken. Toen hij na enkele zeereizen door Manders werd gevraagd in te vallen voor een zieke collega, hapte Falkenhagen toe.
Hij debuteerde als acteur in 1955 bij de Amsterdamse Comedie in het stuk De Spooktrein, en mocht in 1960 invallen bij het Amsterdams Volkstoneel als zoon Geert in Op hoop van zegen. Falkenhagen werd echter vooral bekend van de televisie, waarop hij in diverse series was te zien. Hij speelde vanaf 1963 in Pipo de Clown de stotterende boef Snuf ("m-m-mooie p-parels, f-f-fijne p-p-parels").
In 1976/1977 speelde Falkenhagen de rol van bootsman Janus de Wit in de tv serie 'Hollands Glorie'; in 1978 was hij kapelaan (en later pastoor) Paulus Lumens in Dagboek van een herdershond en in 1981 had hij de rol van Dries Rustenburg, directeur van een suikerfabriek in De Fabriek. Een van zijn laatste rollen op televisie is een gastrol in de Baantjer-aflevering De Cock en de moord op ome Arie (uitgezonden op 17 november 2000).
Daarnaast speelde hij diverse bijrollen in Nederlandse speelfilms, sprak stemmen in bij nasynchronisatie van buitenlandse films (onder meer bij DuckTales als Turbo McKwek) en las een De Cock-boek van Appie Baantjer voor. Hij kreeg diverse toneelrollen bij de theatergezelschappen Studio en Ensemble en speelde ook mee in een aantal niet-gezelschap gebonden toneelstukken, dikwijls in komedies met Piet Bambergen en René van Vooren.
In de stukken waarin hij meespeelde kreeg hij weliswaar nooit de leidende rol maar wel een belangrijke bijrol. Vooral politie- en misdadigersrollen lagen hem goed.
Zijn laatste filmrol speelde hij in 2003 in de Nederlandse Jeugdfilm Sinterklaas en het Geheim van de Robijn van regisseur Martijn van Nellestijn.
In 2004 werd bij hem slokdarmkanker vastgesteld. Hij wenste zich daar niet aan te laten behandelen. Falkenhagen overleed op 71-jarige leeftijd in Breukelen. Hij werd gecremeerd in Crematorium Daelwijck.

## Filmografie

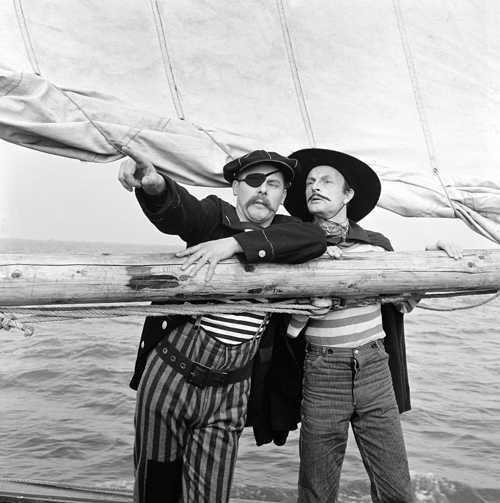
Rudi Falkenhagen en Will Spoor als Snuf en Snuitje op de set van Pipo de clown op 12 oktober 1963 tijdens opnames voor Het geluid van de diepzee.

- Rikkel Nikkel, De Avonturen Van Een Robot (1962) – Kapitein (10e deel)
- Fietsen naar de maan (1963) – Dicks onfortuinlijke collega
- Niets dan de waarheid (1963) – Froelich
- Pipo en de Waterlanders (1963-1964) – Snuf
- Stiefbeen en zoon (1964) – Bioscoopbezoeker (afl. Ontspanning na arbeid)
- Swiebertje (1964-1965) – Pier de Knokker
- Vrouwtje Bezemsteel (1965) – Koopman (afl. Speigeltaniers)
- Tim Tatoe (televisieserie,1966) – Tim Tatoe
- Een hoffelijkheidsbezoek (televisiefilm, 1966) – Rol onbekend
- Een beeld van een meisje (televisiefilm, 1966) – Rol onbekend
- Ik kom wat later naar Madra (televisiefilm, 1967) – Rol onbekend
- Onder één dak (1967) – Jan, Smid, de Man van Antje
- Muiterij op de Cainean (1968) – officier, (toneelstuk uitgezonden op televisie)
- Lijmen (miniserie, 1970) – Piepers
- Karakter (miniserie, 1971) – Jan Maan
- Arsenicum en oude kant (televisiefilm, 1971) – Jonathan Brewster
- Kunt u mij de weg naar Hamelen vertellen, mijnheer? (televisieserie, 1972-1976) – Kastelein/Spook Graaf Edwin (afl. 2.3) / Woelreus Gark (afl. 4.18)
- Het meisje met de blauwe hoed (televisieserie) – Zwager van Betsie (1972)
- Uilenspiegel (televisiefilm, 1973) – Rol onbekend
- Op de Hollandse toer (1973) – Sportmasseur bij Ajax
- Lifespan (1974) – Politie-inspecteur
- De Stille Kracht (miniserie, 1974) – Majoor van het KNIL
- De verlossing (miniserie, 1975) – Pol van Domburg
- De Holle Bolle Boom (televisieserie) – Rol onbekend (1975)
- l'Homme d'Amsterdam (televisieserie) – Een gangster (afl. Un camion en argent, 1976)
- Hollands Glorie (televisieserie) – bootsman Janus de Wit (1977)
- Het Is Weer Zo Laat (televisieserie) – Boze klant (afl. Bergafwaards, 1978)
- Meneer Klomp (1978) – Visser
- Laden maar (televisieserie) – Arie (1978)
- Martijn en de magiër (1979) – Vader van Roderick
- Spetters (1980) – Vader van Hans
- Dagboek van een herdershond (televisieserie) – Kapelaan (later pastoor) Paulus Lumens (afl. onbekend, 1978-1980)
- Pipo de Clown (televisieserie) – Snuf (1963-1974, 2001, 2003)
- De Fabriek (televisieserie) – Dries Rustenburg (1981)
- De Zwarte Ruiter (1983) – Maurice Truidens
- Herenstraat 10 (televisieserie) – Jack (1983)
- Ciske de Rat (1984) – Cafébaas
- Goeie Buren (klucht) – Rechercheur Harmsen (1984)
- Twee handen op een buik (televisiefilm, 1984) – dokter Lex van Heemskerk
- 'n Moordstuk (klucht) – Frans (1985)
- Auf Achse (televisieserie) – Freddy Lammers (afl. Thai-Teak, 1986, Rotterdam Connection, 1986)
- Dossier Verhulst (televisieserie) – Henri Bolleman (1986)
- Zeg 'ns Aaa, Wachtcommandant, 1986 (afl. Bij de tijd)
- Moordspel (televisieserie) – Jaime Braganza-Cesar (1987)
- Huwelijk in de steigers (klucht) – Karel (1987)
- DuckTales (1987) – Turbo McKwek
- Gaston en Leo in Hong Kong (1988) – Duitse kolonel
- Privé voor twee (klucht, 1988) – Alex
- Laat maar zitten (televisieserie) – Miechels (afl. onbekend, 1988-1990)
- Pappie, hier ben ik (klucht, 1991) – Dr. David Moerkerk
- Darkwing Duck (1991) – Turbo McKwek
- Tax Free (televisieserie) – Bob (1992-1993)
- Albert de 5e Musketier (1994) – M. de Tréville
- Vrouwenvleugel (televisieserie) – Ricardo (afl. Iedereen is eenzaam, 1995 en Liefde en haat, 1995)
- Ik ben je moeder niet (televisieserie) – Hr. van der Hoogen (afl., Zo vader, zo zoon, 1995)
- 101 Dalmatiërs (1995) - stem van Horace
- Tödliche Wende (televisiefilm, 1996) – Rol onbekend
- De Poolse bruid (1998) – Pooier
- Baantjer (televisieserie) – Arie Smit (afl. De Cock en de moord op ome Arie, 2000)
- Het Zonnetje in Huis (komedie) – Robbie (afl. De zonnigste dag van je leven, 2001)
- All Stars (televisieserie) – Van Zon (afl. Fluitvader, 2001)
- Sinterklaasjournaal (televisieserie) – Politieagent (2002)
- Pipo en de p-p-parelridder (2003) – Snuf
- Sinterklaas en het Gevaar in de Vallei (2003) – Dr. Boom.
- 101 Dalmatiërs II: Het avontuur van Vlek in Londen (2003) - stem van Horace